# Silk Cut
Silk Cut es una marca británica de cigarrillos, actualmente propiedad y fabricada por Gallaher Group, una división de Japan Tobacco. El empaque se caracteriza por un paquete distintivo en blanco crudo con el nombre de la marca en un cuadrado púrpura, azul, rojo, plateado, blanco o verde.

## Historia
Silk Cut se lanzó en 1964. En el pasado, los cigarrillos Silk Cut contenían aproximadamente un 75% de tabaco, el resto del relleno era Cytrel, un sustituto del tabaco a base de celulosa. En la actualidad, se ha abandonado la adición de Cytrel, haciendo que el cigarrillo esté libre de aditivos.
La marca aumentó en popularidad en todo el mundo a lo largo de los años 70 y 80 a medida que se conocían los peligros de fumar cigarrillos y los consumidores cambiaron a una marca de alquitrán más baja. Con 5 mg de alquitrán, Silk Cut contenía menos de la mitad del contenido de alquitrán de marcas más fuertes como Benson and Hedges o Marlboro.
La compañía de producción Gallaher mantuvo una orden de nombramiento real durante 122 años, hasta que la orden fue revocada en 1999 por la reina Isabel II; Se cree que la rigurosa campaña antitabaco del Príncipe de Gales ha sido una gran influencia en esa decisión. A Gallaher se le permitió un año para retirar el Escudo de armas real de los envases de la marca.
Silk Cut también está disponible en una versión de alquitrán inferior y en una versión de alquitrán ultra bajo con un contenido de alquitrán de solo 0.1 mg. Cuando términos como 'light' y 'low tar' se hicieron ilegales para usar en el Reino Unido para el uso de la promoción del tabaco (por temor a que los fumadores pensaran que tales productos eran más seguros), algunos comentaristas predijeron que el nombre y la buena marca de Silk Cut - el reconocimiento como un producto con bajo contenido de alquitrán afectaría favorablemente las ventas de la marca a consumidores conscientes de la salud. Los cigarrillos Silk Cut Blue contienen 0,3 mg de nicotina y el contenido de alquitrán es de 3 mg. Los cigarrillos Silk Cut Silver contienen 0,1 mg de nicotina y el contenido de alquitrán es de 1 mg. Los cigarrillos Silk Cut White contienen 0,01 mg de nicotina y el contenido de alquitrán es de 0,5 mg. Los cigarrillos Silk Cut también están disponibles en un rango de "100" (superking) junto con un cigarrillo con sabor a mentol, también.
Es un error pensar que el tabaco en Silk Cuts contiene menos nicotina que otros cigarrillos de tabaco [cita requerida]. Los niveles más bajos de nicotina son causados por el diseño del filtro, que tiene muchos más orificios que los filtros de cigarrillos de fuerza normal, para mezclar el humo con el aire.
En 2013, se introdujeron paquetes de edición limitada de cigarrillos Silk Cut para celebrar su 50 aniversario.

## Campañas publicitarias
En la década de 1970, Silk Cut fue anunciado en varios anuncios de cine populares, incluida una parodia de la defensa de Rorke's Drift, como se muestra en la película Zulú, y de los prisioneros de guerra británicos que escapaban de un campo de prisioneros alemán.
La marca también fue popularizada por una campaña publicitaria surrealista lanzada en 1984, en preparación para una prohibición de la publicidad de tabaco con nombre. Al usar los colores típicos de la marca, el primer anuncio surrealista de Silk Cut mostraba una tela de seda púrpura con un solo corte que la recorre, mostrando un fondo blanco. El nombre de la marca de cigarrillos nunca aparece en este anuncio, ni se ve ningún otro objeto relacionado con fumar, como paquetes de cigarrillos o humo. La única sugerencia para el espectador de que este anuncio se refiere a una marca de cigarrillos es la advertencia de salud obligatoria en la parte inferior. Basado en una serie de obras del artista vanguardista Lucio Fontana, este primer anuncio representó un juego de palabras sobre la marca Silk Cut. Este tipo de anuncio subestimado reunió el arte y la vida y no tuvo precedentes, excepto por una campaña similar, pero no tan atrevida como Benson and Hedges, en la década de 1970.
La campaña se convirtió en un gran éxito, e incluso convirtió a Silk Cut en la marca más vendida a principios de la década de 1990. Silk Cut continuó produciendo muchos más anuncios en este estilo, tocando con temas surrealistas y referencias de la cultura pop, como el "Cadeau" de Man Ray y la famosa escena de la cortina de la ducha de Alfred Hitchcock de la película "Psicosis" (1960). En partes posteriores de la campaña también crearon temas surrealistas originales para los anuncios.
La idea principal detrás del uso del surrealismo para una campaña publicitaria fue captar la atención del espectador dándole un acertijo que resolver, es decir, adivinar qué producto o marca se promocionó realmente. Solo aquellos que pudieran vincular las imágenes llegarían a la conclusión de que este es un anuncio de la marca de cigarrillos Silk Cut. Esto funcionó como una sensación gratificante para el espectador, uniendo emociones positivas (para resolver con éxito el enigma) con la marca. Pero también fue posible interpretar temas más oscuros y sexuales en las imágenes de la campaña, aunque probablemente no fue la intención.
Después de casi dos décadas, el póster final de la serie fue en 2002, cuando se prohibió por fin toda publicidad de tabaco en el Reino Unido y se mostró a un cantante de ópera, vestido con un vestido de seda púrpura que se había roto en las costuras, una referencia al diciendo: 'It ain't over till the fat lady sings'.
Sin embargo, las ventas de cigarrillos Silk Cut siguieron creciendo incluso después de que terminó la campaña, gracias al patrocinio deportivo y a muchos paquetes de edición especial, así como a cambios en la forma, la textura, el estilo de apertura, el celofán, el papel de aluminio y el marco interior del paquete. La participación de mercado creció un 1,1% entre 2004 y 2008, y un 2,9% más entre 2008 y 2011.

## Patrocinio deportivo

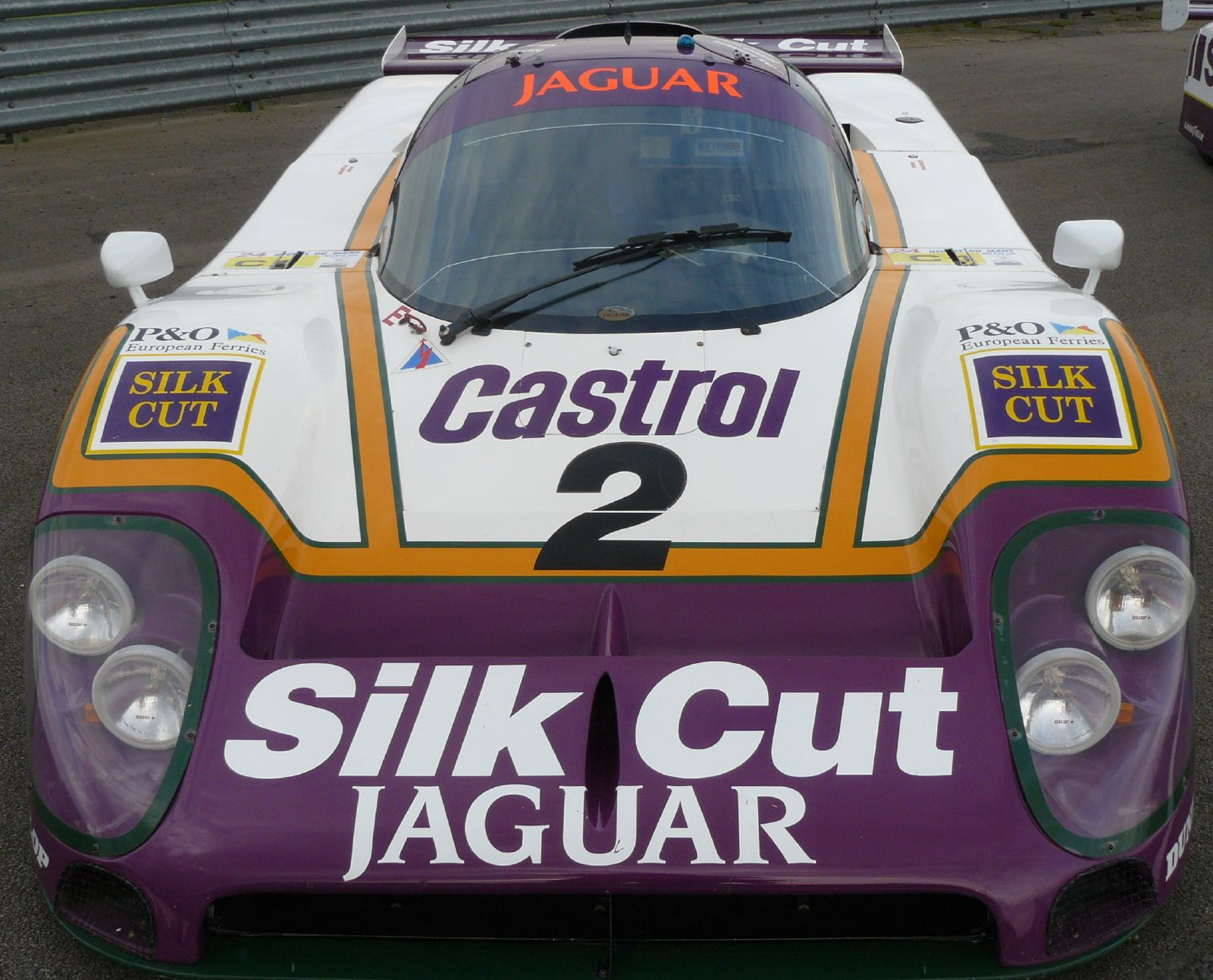
Silk Cut patrocinó a Jaguar XJR-9 para los esfuerzos de autos deportivos de Jaguar, excepto en América del Norte debido a la prohibición del tabaco de IMSA, donde Castrol fue patrocinador.

Silk Cut fue el patrocinador principal de la Challenge Cup de la Rugby League durante 16 años, entre 1985 y 2001, y la competencia fue conocida como la "Silk Cut Challenge Cup". Silk Cut también patrocinó los exitosos autos deportivos Jaguar XJR que compitieron en el Campeonato Mundial de Automóviles Deportivos, incluidos las 24 Horas de Le Mans, pero no en América del Norte debido al patrocinio de IMSA de la serie GT de la marca Camel de RJ Reynolds, que habría dirigido el equipo. en violación de la "Regla del Virrey". Ahora es ilegal anunciar el tabaco en muchos países y los anuncios se han detenido. En la década de 1990, Silk Cut fue la marca que más se vendió en el Reino Unido, pero las ventas disminuyeron detrás de marcas de presupuesto más bajo a medida que aumentó el impuesto al tabaco. En un intento por contrarrestar esto, los fabricantes respondieron en el nuevo milenio introduciendo esquinas biseladas para el rediseño de envases de calibre regular y comercializando su primer cigarrillo "delgado" en el Reino Unido, aunque este no fue el primer cigarrillo "delgado" disponible en El Reino Unido como Más, Karelia y Vogue están disponibles en la mayoría de los estancos. Capri estuvo disponible en el Reino Unido hasta mediados de los años noventa.

## Controversia

### JTI luchando contra la futura ley de empaquetado simple del Reino Unido
En 2013, JTI anunció que lucharía contra la futura introducción de leyes de empaquetado simple en el Reino Unido.
Gallaher Group, que incluye a Benson & Hedges y Silk Cut entre sus marcas y forma parte del gigante del tabaco Japan Tobacco International (JTI), está haciendo campaña contra los planes del Gobierno para obligar a los cigarrillos a venderse en paquetes simples. En marzo de 2013, Gallaher publicó tres anuncios que desafiaban las propuestas del gobierno para los paquetes de cigarrillos prohibidos por la Advertising Standards Authority, luego de las quejas de ASH (Action on Smoking and Health) y Cancer Research. La ASA encontró que los anuncios eran "engañosos" y carecían de "justificación".
Jorge da Motta, director gerente de JTI UK, dijo: "Estamos utilizando esta campaña de medios para demostrar que en 2011, incluso el Departamento de Salud aceptó que estas propuestas no están respaldadas por ninguna evidencia sólida. Esperamos que prevalezca el sentido común y que el Gobierno ignorará esta propuesta, antes de embarcarse en un proceso que no hará más que privar al Tesoro de los ingresos tan necesarios y ganar cientos de millones de libras para los delincuentes que fabrican, distribuyen y venden productos de tabaco ilegales. sostuvo que el empaquetado simple no evitará que los niños fumen, pero imponer iniciativas existentes como 'No ID, No Venta', castigar a los que compran tabaco en nombre de los niños y cortar la cadena de suministro ilegal, puede funcionar".

## Mercados
Silk Cut se vende principalmente en el Reino Unido. Fue o se exporta a Irlanda, las Islas del Canal, Suecia, los Países Bajos, Alemania, Francia, Austria, Suiza, España, Italia, Malta, Polonia, Hungría, Grecia, Chipre, Lituania, Hong Kong, Australia, Estados Unidos y Antigua.